# 首切峠 (香川県)
首切峠（くびきりとうげ）は、香川県仲多度郡まんのう町と綾歌郡綾川町境にある峠。標高は271m。

## 概要
香川県道17号府中造田線上の、まんのう町（旧琴南町）造田と綾川町（旧綾上町）西分を結ぶ道中にある峠。現道は良く整備された自動車道で標高もあまり高くないため、標識に気付かなければ峠の頂と気付かずに通り過ぎてしまうこともある。

## 由来
町史では元々は高松藩が罪人を斬首した場所との由來となっている。
戦国時代の天正7年（1579年）11月26日、造田備中守宗俊の守る造田城が長宗我部元親に攻められ、造田側は軍勢の差が大きく守りきれず、ほとんどの家来は討死し、造田備中守は城に火をかけ自害した。生き残った家来も損傷が激しく、その様が非常に哀れであったためこの場所で首を切ったことから、首切峠と呼ばれるようになった。現道を少し外れる旧道には地元の人が祀った弘化2年（1845年）建立の首切地蔵がある。元々は旧々道を100m程上がったところに祀られていた。